# هرمان فان در اسلاخمولن
هرمان فان در اسلاخمولن (انگلیسی: Herman Van der Slagmolen؛ زادهٔ ۳۱ اکتبر ۱۹۴۸) دوچرخه‌سوار اهل بلژیک است.